# Топчиян, Захар Геворкович
Захар Геворкович Топчиян (1908 год, село Анхуа, Сухумский округ, Кутаисская губерния, Российская империя — 1983 год, село Анхуа, Гудаутский район, Абхазская АССР, Грузинская ССР) — председатель колхоза имени Ленина Гудаутского района Абхазской АССР, Грузинская ССР. Герой Социалистического Труда (1950). Депутат Верховного Совета Абхазской АССР.

## Биография
Родился в 1908 году в крестьянской семье в селе Анхуа Сухумского округа Кутаисской губернии. С 1927 года работал инструктором Новоафонского «Райтабаккоопа», с 1929 года — инструктором Гудаутского «Райколхозсоюза». В 1930 году избран председателем местного колхоза в селе Анхуа. В этом же году был призван на срочную службу в Красную Армию. военную службу проходил в стрелковой дивизии. Вступил в ВКП(б)/КПСС и избран секретарём партийной организации воинской части. После увольнения в запас в 1934 году Захар Геворкович вернулся на родину и работал заместителем директора (замполит) Абхазской республиканской машинно-тракторной станции (МТС) и одновременно начальником Гудаутской МТС.
В 1935 году избран председателем колхоза имени Н. Лакоба (позднее — колхоз имени Ленина) Гудаутского района с центральной усадьбой в селе Приморское. С 1936 года обучался в Сухумской партийной школе, по окончании которой был назначен инструктором Гудаутского райкома партии. Позднее обучался в Московской юридической школе и Московской правовой академии.
С началом Великой Отечественной войны 23 июля 1941 годабыл призван на фронт Кировским РВК, (Московская область, город Москва, Кировский район). Воевал в должности замполита 601-го отдельного артиллерийского дивизиона. С августа 1941 года участвовал в оборонительных боях за Москву. В ноябре 1941 года получил тяжёлое ранение в боях за Ельню. После излечения в госпитале Чкаловской (ныне Оренбургской) области капитан Топчиян продолжил военную службу секретарём партбюро батальона Гурьевского (ныне Атырау, Казахстан) военного училища..
3 февраля 1946 года демобилизовался и возвратился в Абхазию.
Работал председателем колхоза имени Ленина Гудауткого района в селе Приморское. Рельеф местности в Приморском не позволял в полной мере пользоваться техникой, приходилось обрабатывать тягловой силой и ручным трудом крестьян. Занимаясь выращиванием табака сортов «Самсун» и Трабзон", являвшихся основным сырьём Новоафонского и Гудаутского фермзаводов, а также цитрусовых, кукурузы и овощей, колхоз уже в первую послевоенную пятилетку вошёл в число передовых в республике.
В период 4-й пятилетки (1946—1950) председатель колхоза З. Г. Топчиян дважды награждался орденами, в том числе орденом Ленина за высокий урожай табака в 1948 году.
Вывел колхоз в число передовых сельскохозяйственных предприятий Абхазской АССР. Под его руководством в селе были построены Дворец культуры, три сельские школы, проложен водопровод и другие социальные и производственные объекты.
По итогам работы в 1949 году табаководы гудаутского колхоза имени Ленина получили урожай табака сорта «Самсун» № 27 22,1 центнера с гектара на площади 14,1 гектара.
Указом Президиума Верховного Совета СССР от 6 октября 1950 года за получение высоких урожаев табака в 1950 году Топчияну Захару Геворковичу присвоено звание Героя Социалистического Труда с вручением ордена Ленина и золотой медали «Серп и Молот».
В последующие годы труженики возглавляемого им колхоза продолжали ударно трудиться, по итогам работы в 7-й семилетке (1959—1965) председатель был награждён орденом «Знак Почёта».
Пользовался большим авторитетом как среди односельчан, так и таких же руководителей колхозных хозяйств Гудаутского района Г. Ш. Ардзинба, В. К. Айба, Д. Г. Гогоберишвили, В. А. Лакоя, А. М. Ханагуа, с которыми лично дружил.
Избирался депутатом Верховного Совета Абхазской АССР.
В 1968 году вышел на пенсию. Проживал в родном селе Приморское. Скончался в 1983 году.

## Награды
- Золотая медаль «Серп и Молот» (06.10.1950)
- Орден Ленина (03.05.1949)
- Орден Ленина (06.10.1950)
- Орден Отечественной войны II степени (06.11.1985)[3]
- Орден Трудового Красного Знамени (22.11.1944)
- Орден Красной Звезды
- Орден «Знак Почёта» (02.04.1966)
- Медаль За боевые заслуги
- Медаль «За оборону Москвы»  (1942)
- Медаль «В ознаменование 100-летия со дня рождения Владимира Ильича Ленина» (6 апреля 1970)
- Медаль «За победу над Германией в Великой Отечественной войне 1941—1945 гг.» (9 мая 1945[4])
- Медаль «За доблестный труд»
- Юбилейная медаль «Двадцать лет Победы в Великой Отечественной войне 1941—1945 гг.» (7 мая 1965[5])
- Юбилейная медаль «Тридцать лет Победы в Великой Отечественной войне 1941—1945 гг.»[6]
- Медаль «Сорок лет Победы в Великой Отечественной войне 1941-1945 гг.»[7]
- Медаль «Ветеран труда»
- Медаль «30 лет Советской Армии и Флота»[8]
- Юбилейная медаль «40 лет Вооружённых Сил СССР»[9]
- Юбилейная медаль «50 лет Вооружённых Сил СССР» (26 декабря 1967[10])
- Юбилейная медаль «60 лет Вооружённых Сил СССР» (28 января 1978[11])
- Юбилейная медаль «70 лет Вооружённых Сил СССР» (28 января 1988[12])

- Знак МО СССР «25 лет Победы в Великой Отечественной войне» (24 апреля 1970)

## Память
- На могиле установлен надгробный памятник.
- Его имя увековечено в Главном Храме Вооружённых сил России, и навсегда запечатлено на мемориале «Дорога памяти»